# Хайматкунст

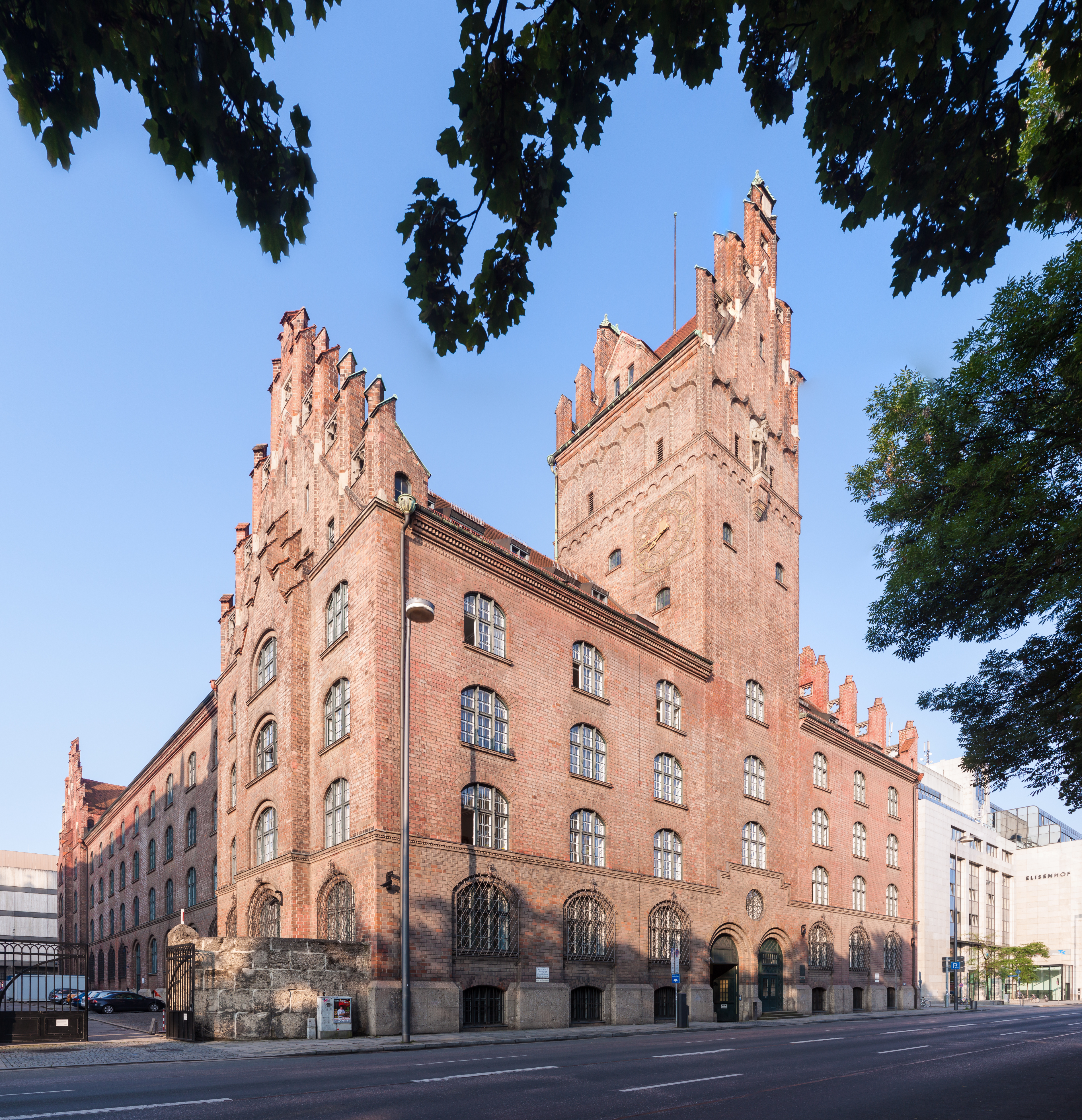
Новый дворец Правосудия в Мюнхене

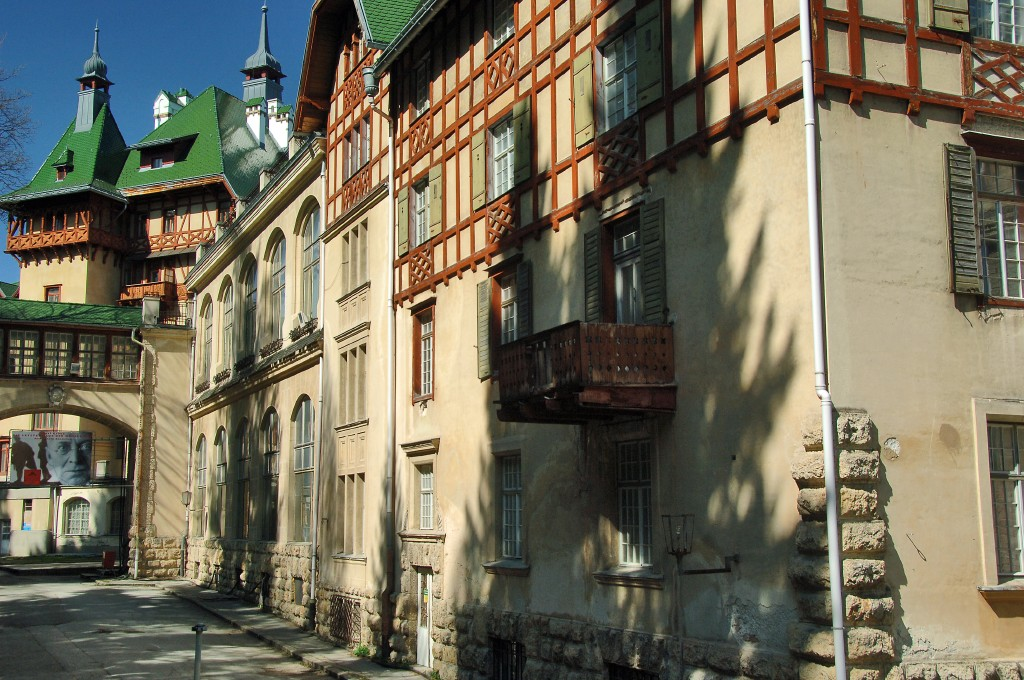
Застройка города Земмеринга «прекрасной эпохи»

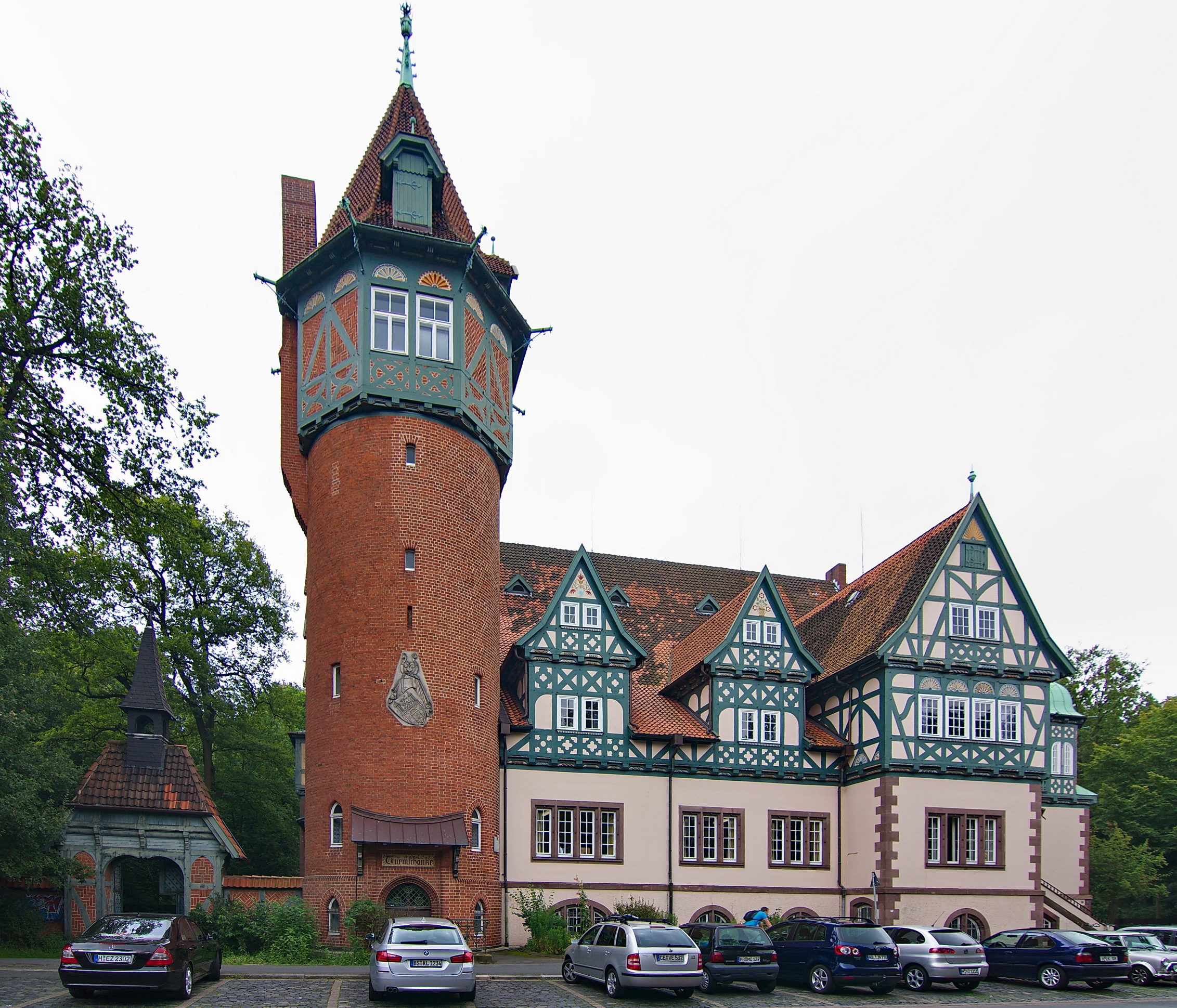
Башня в Ганновере

Хайматкунст (нем. Heimatkunst — «родное, отечественное искусство») или хайматстиль (нем. Heimatstil — «уютный, домашний стиль») — ретроспективное течение в искусстве немецкоговорящих стран (Германия, Австрия, Швейцария) рубежа XIX и XX веков. Нашло отражение в литературе, живописи, но главным образом в архитектуре жилых зданий (Heimatschutzarchitektur) и декоративно-прикладном искусстве: оформлении интерьеров и мебели. Хронологически этот период соотносится с понятием модерна, но в стилевом отношении ближе бидермайеру и риджионализму. Термин введён в 1898 году Адольфом Бартельсом.
Представители этого течения, следуя логике романтического национализма, настаивали на использовании «здоровых» элементов германской национальной традиции, которые они находили в традиционной застройке посёлков и небольших городков и противопоставляли их заимствованным элементам, привнесённым якобы оторвавшейся от корней столичной интеллигенцией и евреями. Для крупных сооружений общественного назначения — зданий судов, банков, почтамтов, вокзалов — они предпочитали стиль кирпичной готики. В обычной жилой застройке архитекторы стремились воспроизводить бидермайеровский стиль провинциальных немецких городков середины XIX века.
В литературе неогерманское направление проявилось в реакционном воспевании старосветских добродетелей жителей немецкого и швейцарского захолустья (чем, к примеру, снискал известность швейцарский романист Генрих Федерер). Для националистических вкусов кануна Первой мировой войны характерен успех исторического романа «Вервольф», опубликованного Германом Лёнсом в 1910 году. Книга повествует о крестьянском отряде самообороны в период Тридцатилетней войны, восхваляя доблестное сопротивление оккупантам. На заре литературной карьеры влияние идей неогерманизма испытал такой крупный автор, как Томас Манн.
Хайматкунст также соотносят с социо-культурным явлением вильгельминизма — политикой правления кайзера Вильгельма II (1888—1918). Парадную архитектуру того времени соотносят с необарокко и северогерманской кирпичной готикой. Однако общей тенденцией того времени является вторичность содержания, подражательность и почти пародийное измельчание форм. Не случайно помпезную Аллею Победы (проект архитектора Г. Ф. Хальмхубера) берлинцы прозвали «кукольной аллеей».
Художники и архитекторы во главе с лидером течения П. Шульце-Наумбургом выступали против космополитических тенденций искусства модерна и зарождающегося конструктивизма. Их идеалом были средневековые фахверковые постройки, ренессансные дома с высокими черепичными кровлями, ступенчатыми, «шейными» фронтонами или щипцами, декорированные измельчёнными ордерными элементами: пилястрами, колонками, сандриками, выделенными яркой двуцветной окраской. В сущности подобный «стиль» представляет собой эклектичный набор отдельных элементов классицизма, немецкого барокко и австро-германского бидермайера. В этом отношении наиболее характерно творчество немецкого архитектора Габриэля фон Зейдля, который занимался строительством новых и реконструкцией старинных зданий, и венского архитектора Франца фон Ноймана, строившего загородные виллы в «сельском стиле», выдающегося градостроителя Теодора Фишера и его ученика Пауля Бонаца.
По выражению Й. Г. Гердера, «утончённая похоть» искусства Италии и Франции никогда не была свойственна серьёзным и обстоятельным немцам. «Острому галльскому уму» деловитые германцы противопоставили добропорядочность и «соблюдение правил». Таковы родственные, связанные с хайматкунст понятия грюндерства, культуртрегерства и «бюргерского стиля». Поэтому закономерно, что Шульце-Наумбург в 1930-х годах стал одним из создателей архитектурного стиля фашистской Германии.